# Singnapur
Singnapur è una suddivisione dell'India, classificata come census town, di 10.858 abitanti, situata nel distretto di Ahmednagar, nello stato federato del Maharashtra. In base al numero di abitanti la città rientra nella classe IV (da 10.000 a 19.999 persone).

## Geografia fisica
La città è situata a 19° 55' 01 N e 74° 30' 33 E.

## Società

### Evoluzione demografica
Al censimento del 2001 la popolazione di Singnapur assommava a 10.858 persone, delle quali 6.025 maschi e 4.833 femmine. I bambini di età inferiore o uguale ai sei anni assommavano a 1.478, dei quali 748 maschi e 730 femmine. Infine, coloro che erano in grado di saper almeno leggere e scrivere erano 7.395, dei quali 4.606 maschi e 2.789 femmine.